# Lipie (powiat gostyński)
Lipie – wieś w Polsce położona w województwie wielkopolskim, w powiecie gostyńskim, w gminie Piaski.
W okresie Wielkiego Księstwa Poznańskiego (1815-1848) miejscowość należała do wsi większych w ówczesnym pruskim powiecie Kröben (krobskim) w rejencji poznańskiej. Lipie należało do okręgu gostyńskiego tego powiatu i stanowiło część majątku Strzelce Wielkie, którego właścicielem była wówczas (1846) Zakrzewska. Według spisu urzędowego z 1837 roku wieś liczyła 164 mieszkańców, którzy zamieszkiwali 18 dymów (domostw).
W latach 1975–1998 miejscowość należała administracyjnie do województwa leszczyńskiego.